# Fotosintesi artificiale

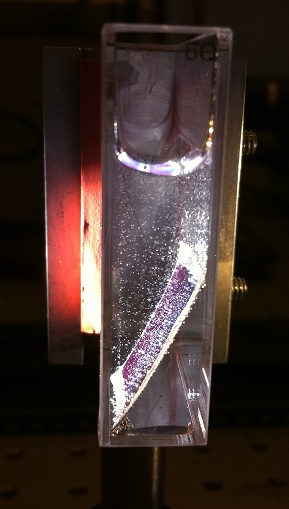
Un esempio di cella fotoelettrica in un laboratorio. Catalizzatori sono aggiunti alla cella, che è immersa in acqua e illuminata da luce artificiale. Le bolle visibili sono ossigeno (che si forma sul davanti della cella) e idrogeno (che si forma sul retro della cella).

La fotosintesi artificiale è un processo chimico che riproduce il processo naturale di fotosintesi, che converte la luce del Sole, acqua e anidride carbonica in carboidrati e ossigeno. Il termine si riferisce di solito a qualunque sistema per catturare e immagazzinare l'energia dalla luce del Sole nei legami chimici di un combustibile (combustibile solare). La dissociazione fotocatalizzata dell'acqua converte l'acqua in protoni (e infine in idrogeno) e ossigeno ed è una delle aree di ricerca principali nella fotosintesi artificiale. La riduzione fotochimica dell'anidride carbonica è un altro processo sotto studio e riproduce la naturale fissazione del carbonio.
Le ricerche sviluppate in questo campo comprendono il progetto e la costruzione di dispositivi (e dei loro componenti) per la produzione diretta di combustibili solari, la chimica fotoelettrica e le sue applicazioni riguardanti celle combustibili, l'ingegneria di enzimi e di microorganismi fotoautotrofi per produrre biocarburanti microbici e la generazione di bioidrogeno dalla luce del Sole. Molte, se non la maggior parte, delle linee di ricerca sono ispirate dal mondo biologico, cioè si appoggiano alla biomimetica.

## Panoramica
Le reazioni di fotosintesi possono essere divise in due semi-reazioni (ossidazione e riduzione), entrambe essenziali per produrre il combustibile. Nella fotosintesi delle piante, le molecole d'acqua sono foto-ossidate per rilasciare ossigeno e protoni, secondo la reazione:
2 H2O → O2 + 4 H+ + 4e−
La seconda fase della fotosintesi delle piante (conosciuta come ciclo di Calvin) è una reazione indipendente dalla luce che converte l'anidride carbonica in glucosio. La ricerca sulla fotosintesi artificiale sta sviluppando fotocatalizzatori per realizzare entrambe queste reazioni separatamente. Inoltre, i protoni derivanti dalla dissociazione dell'acqua possono essere usati nella produzione di idrogeno, secondo la reazione:
2 e− + 2 H+ ⇌ H+ + H− ⇌ H2
I catalizzatori devono essere in grado di reagire rapidamente e assorbire una grande percentuale dei fotoni solari.
Benché il fotovoltaico permetta di generare direttamente energia elettrica dalla luce del sole, l'inefficienza della produzione di combustibili dall'energia fotovoltaica (processo indiretto) e il fatto che la luce del sole non è costante nel tempo, pone limiti al suo utilizzo (ma il continuo miglioramento in termini di efficienza e la diminuzione in termini di costi, stanno rendendo questa tecnologia una valida alternativa ad altre forme di produzione di energia).
Un modo per sfruttare la fotosintesi naturale è attraverso la produzione di biocarburanti attraverso le biomasse, un altro processo indiretto che risente della bassa efficienza nella conversione dell'energia (dovuta alla bassa efficienza della fotosintesi stessa nella conversione della luce del sole in biomassa) e si scontra con l'aumento di richieste di terra per la produzione di cibo.